# Exordium (Rhetorik)
Als Exordium (lat. exordium ‚Einleitung‘, ‚Anfang‘) bezeichnet man in der Rhetorik die Einleitung und damit einen der vier klassischen Teile einer Rede neben narratio (Erzählung), argumentatio (Beweisführung) und peroratio, auch conclusio  (Redeschluss).

## Funktion des Exordiums
Das Exordium dient neben der inhaltlichen Vorbereitung der Zuhörer insbesondere dazu, die Zuhörer grundlegend über den Gegenstand der Rede zu informieren sowie mit ihnen in Kontakt zu treten. In der Regel wird der Redner versuchen, seine Zuhörer für sich und sein Anliegen zu gewinnen (bis hin zu einer captatio benevolentiae); dennoch ist auch eine von Anfang an opponierende Haltung zwischen Redner und Zuhörern denkbar. 
Aristoteles war der Auffassung, das Exordium berühre vor allem die Affekte des Publikums und führe weniger die Sache an sich ein. Vielmehr käme es darauf an, dass der Redebeginn das Publikum erreiche und auch der Selbstdarstellung des Redners diene. 
Das Exordium kennt zwei unterschiedliche Formen, das Prooemium und die Insinuatio. 

## Formen des Exordiums

### Prooemium
Als Prooemium (lateinisch: „vor dem Lied, Vorspiel, einleitender Gesang“) bezeichnet man den Redeanfang unter gewöhnlichen Bedingungen, also wenn der Redner einem grundsätzlich wohlwollenden Publikum entgegentritt. Klassischerweise soll es drei Funktionen erfüllen: die Aufmerksamkeit der Zuhörer wecken (attentum parare), den folgenden Redeteil inhaltlich vorbereiten (docilem parare) und die Zuhörer in Bezug auf Rede und Redner wohlwollend stimmen (captatio benevolentiae). 

### Insinuatio
Als Insinuatio (lateinisch: „Eingang auf gekrümmter Bahn“) bezeichnet man den Redeanfang unter erschwerten Bedingungen, etwa bei Ermüdung, Desinteresse oder von vornherein opponierender Haltung der Zuhörer.
Bei der Insinuatio werden besonders psychologische Mittel benutzt, um die Zuhörer doch noch für die eigene Rede zu gewinnen.
Die klassische Rhetorik empfiehlt etwa, für Erheiterung im Publikum zu sorgen oder mit etwas Überraschendem zu beginnen.

### Captatio benevolentiae
Der lateinische Begriff Captatio benevolentiae (deutsch: „Erheischen des Wohlwollens“) bezeichnet eine seit der Antike gebräuchliche rhetorische Figur.
Zu Beginn eines Textes wendet sich der Autor mit schmeichelhaften Worten direkt an seinen Leser und bittet diesen darum, das Folgende freundlich anzunehmen. In der antiken Praxis erschien die captatio benevolentiae besonders häufig im Zusammenhang mit dem gesprochenen Wort, etwa zu Beginn einer Rede oder eines Theaterstücks. Sie kann daher auch als eine elaborierte Form des „Um-Ruhe-Bittens“ gegenüber dem zuhörenden Publikum aufgefasst werden.